# Eretiscus tonnii
Eretiscus tonnii — викопний вид пінгвінів, що існував в ранньому міоцені (21-17 млн років тому). Викопні рештки птаха знайдені поблизу озера Колуе-Уапі на півдні Аргентини.